# Църничани (община Дойран)
 Тази статия е за дойранското село.  За битолското вижте Църничани (община Могила).  
Църничани (на македонска литературна норма: Црничани) е село в община Дойран на Северна Македония.

## География
Селото е разположено северозападно от Дойран, в северното подножие на Дъб.

## История
През XIX век селото е със смесено население. В „Етнография на вилаетите Адрианопол, Монастир и Салоника“, издадена в Константинопол в 1878 година и отразяваща статистиката на населението от 1873 година, Чарниче е посочено като село с 23 домакинства, като жителите му са 17 българи и 55 мюсюлмани. Според статистиката на Васил Кънчов („Македония. Етнография и статистика“) от 1900 година Църничени е населявано от 100 жители, от които 100 турци и 90 цигани.
Според преброяването от 2002 година селото има 221 жители.
Край селото е разположено българско военно гробище.
| Националност     | Всичко |
| северномакедонци | 93     |
| албанци          | 0      |
| турци            | 0      |
| роми             | 0      |
| власи            | 0      |
| сърби            | 126    |
| бошняци          | 0      |
| други            | 2      |

## Личности
Починали в Църничани
- Асен Стоянов Павлов, български военен деец, майор, загинал през Първата световна война[5]
- Марко Йончев Христов, български военен деец, подпоручик, загинал през Първата световна война[6]